# Friedrich Schulz (Gewerkschafter)
Friedrich Erdmann Schulz (* 12. Februar 1830 in Sorau; † 6. März 1898 in Hamburg) war ein deutscher Schriftsetzer und Gewerkschaftsfunktionär.

## Leben und Wirken
Der in der Niederlausitz geborene gelernte Schriftsetzer Schulz ging 1851 nach Hamburg. Nach einiger Zeit auf Wanderschaft lebte er ab 1858 dauerhaft in der Hansestadt. Hier redigierte er ein demokratisches Oppositionsblatt. 1862 verlor er infolge eines Gerichtsprozesses sein gesamtes Vermögen. Anschließend arbeitete er als Setzer bei der Börsenhalle.
1867 übernahm Schulz den Vorsitz der Gewerkschaft der Hamburger Buchdrucker. Während seiner 31-jährigen Amtszeit entwickelte sich die Gewerkschaft mit mehr als 1100 Mitgliedern zur größten Gewerkschaft Hamburgs. 1876 versuchten jüngere Drucker erfolglos, ihn aus der Führungsposition zu verdrängen. Aufgrund eines von ihm geleiteten Streiks kündigte ihm die Börsenhalle 1880. Er erhielt eine neue Stelle bei der sozialdemokratischen Parteidruckerei. Hier arbeitete er als Metteur für die Gerichts-Zeitung, später für die Bürgerzeitung und anschließend für das Hamburger Echo.